# Trichopsomyia longicornis
Trichopsomyia longicornis är en tvåvingeart som beskrevs av Samuel Wendell Williston  1888. Trichopsomyia longicornis ingår i släktet gallblomflugor, och familjen blomflugor. Inga underarter finns listade i Catalogue of Life.